# Vöhrenbach
Vöhrenbach est une ville de Bade-Wurtemberg (Allemagne), située dans l'arrondissement de Forêt-Noire-Baar, dans le district de Fribourg-en-Brisgau. Elle est jumelée avec la commune de Morteau dans le Doubs. 